# Franciszek Malinowski (dziennikarz)
Franciszek Malinowski (ur. 23 maja 1931 we Wronkach, zm. 2 stycznia 2014) – polski filolog oraz dziennikarz radiowy i telewizyjny.

## Życiorys
Studiował filologię polską na Katolickim Uniwersytecie Lubelskim i Uniwersytecie Warszawskim, gdzie w 1955 uzyskał tytuł magistra. Od 1954 pracował w redakcji Polskiego Radia w Warszawie, w latach 1956–1964 w Lublinie. Od 1964 kierownik oddziału PAP w Lublinie, a następnie korespondent PAP w Wiedniu. Od 1988 redaktor naczelny oddziału Polskiego Radia w Lublinie, do 1991 dyrektor tamtejszego Ośrodka Radiowo-Telewizyjnego. Od 1991 na emeryturze. Zmarł 2 stycznia 2014.

## Odznaczenia
- Krzyż Oficerski Orderu Odrodzenia Polski[2]
- Krzyż Kawalerski Orderu Odrodzenia Polski[1]
- Zasłużony dla Lubelszczyzny
- Zasłużony dla Miasta Lublin